# Salomona arjana
Salomona arjana är en insektsart som beskrevs av Willemse, C. 1959. Salomona arjana ingår i släktet Salomona och familjen vårtbitare. Inga underarter finns listade i Catalogue of Life.